# Hinttinen
Hinttinen est une île du quartier de Kakskerta à Turku en Finlande.

## Présentation
La superficie de l'île est de 21,9 hectares et sa plus grande longueur est de 0,8 kilomètre dans la direction sud-est-nord-ouest
Il y a deux villas protégées dans l'île :
- Hinttinnen 9: La Villa Koivunotko est la plus ancienne villa de la côte ouest de Hinttinen. La villa bien conservée a été construite en 1928 dans un creux entre les rochers.

- Hinttinen 16: La Villa Saaripirtti est une résidence d'été construite par un ingénieur qui travaillait à Kupittaan Savi en 1957. Le bâtiment aux allures de temple est entièrement en brique. Des moulures en clinker, des colonnes en céramique soutiennent la toiture du porche.